# Смирнов, Анатолий Александрович (1911)
Анато́лий Алекса́ндрович Смирно́в — советский хозяйственный, государственный и политический деятель.

## Биография
Родился в 1911 году в Набережных Челнах. Член ВКП(б) с 1930 года.
С 1928 года — на хозяйственной, общественной и политической работе. В 1928—1959 гг. — столяр, студент в Горьковском индустриальном институте, сменный инженер и начальник цеха на заводе, член цехового бюро и парткома завода, руководитель политических кружков, председатель Дзержинского горисполкома.
Избирался депутатом Верховного Совета РСФСР 3-го и 4-го созывов, депутатом Горьковского областного Совета депутатов трудящихся.